# Michael Thomas Mann
Pour les articles homonymes, voir Mann.
Michael Thomas Mann, né à Munich le 21 avril 1919 et mort à Orinda le 1er janvier 1977, est un musicien de nationalité allemande. Il a également enseigné la littérature allemande.

## Biographie
Michael Mann est le plus jeune enfant de l'écrivain Thomas Mann et de son épouse Katia Mann. Surnommé « Bibi » au sein de sa famille, il grandit à Munich, où il fréquente le Wilhelms gymnasium. Il est ensuite envoyé comme interne au Schloss Neubeuern. En 1933, il accompagne ses parents dans leur exil, en Suisse puis aux États-Unis. Le 6 mars 1939 à New York, il épouse Gretchen Moser (1916-2007). Le couple aura deux enfants, Frido et Anthony Mann, dit Toni, ainsi qu'une fille adoptive prénommée Raju.
Il étudie le violon et l'alto à Paris, Zurich et New York. Après avoir mené une carrière de violoniste dans plusieurs orchestres (entre autres, l'Orchestre symphonique de San Francisco, où il joue de 1942 à 1947), il donne, en tant que violon-solo, des concerts aux États-Unis et en Europe en 1949. En 1951, il effectue une tournée de concerts avec la pianiste Yaltah Menuhin (1921-2001), sœur de Yehudi Menuhin. Cette tournée est interrompue, à la suite de la révélation d'une liaison entre les deux artistes. La rumeur de cette liaison met en péril son mariage et sa carrière musicale. En 1953, il entreprend une tournée mondiale qui le conduit au Japon et en Inde.
En 1957, il décide de renoncer à la musique, pour une raison inconnue. Selon l'autobiographie de Katia Mann (Meine ungeschriebenen Memoiren, en français : Mes mémoires non-écrites), il était épuisé par son travail. Après avoir étudié la littérature allemande à l'université Harvard, il l'enseigne de 1964 à 1977 en tant que professeur à l'université de Berkeley en Californie. Il reçoit en 1968 le prix Schubart.
Il meurt à Orinda, en Californie, par l'absorption d'un mélange mortel d'alcool et de barbituriques, à la veille du Nouvel An 1977. À l'instar de son frère Klaus, aux obsèques duquel il avait été le seul membre de la famille Mann présent à Cannes en 1949, il semble qu'il ait choisi le suicide. Il est inhumé à Kilchberg, près de Zurich, dans le caveau familial.

## Discographie
Deutsche Grammophon. Enregistré à Hanovre
- Arthur Honegger, Sonate pour alto et piano (1920), avec Dika Newlin (en) (piano), enregistrée 19 marche 1952
- Ernst Křenek, Sonate pour alto et piano (1948), avec Yaltah Menuhin (piano), enregistrée 9 avril 1951
- Darius Milhaud, Quarte visages (1943), avec Dika Newlin (piano), enregistrée 21 mai 1952.

Réédité en CD: Johanna Martzy/Michael Mann: Complete Deutsche Grammophon recordings. Deutsche Grammophon/eloquence 484 3299 (2021)

## Écrits
- Heinrich Heine, Zeitungsberichte über Musik und Malerei, Francfort-sur-le-Main, Insel Verlag, 1964
- Das Thomas Mann Buch : eine innere Biographie in Selbstzeugnissen (éditeur), 1965
- Heinrich Heines Musikkritiken, Hoffmann & Campe, Hambourg, 1971  (ISBN 3-455-03111-0)
- Sturm-und-Drang-Drama. Studien und Vorstudien zu Schillers Räubern, Francke, Berne/Munich, 1974  (ISBN 3-7720-1080-6)
- Schuld und Segen im Werk Thomas Manns, Weiland, Lübeck, 1975
- Fragmente eines Lebens. Lebensbericht und Auswahl seiner Schriften (posthume), avec Frederic C. Tubach, Sally Patterson Tubach, Edition Spangenberg im Ellermann-Verlag, Munich, 1983  (ISBN 3-7707-0205-0)

## Source
- (de) Cet article est partiellement ou en totalité issu de l’article de Wikipédia en allemand intitulé « Michael Mann (Literaturwissenschaftler) » (voir la liste des auteurs).